# キルビー特許
キルビー特許（キルビーとっきょ、Kilby patents）とは、テキサス・インスツルメンツ (TI) の「ジャック・キルビーによる集積回路」の特許のことである。なお、その発明自体は、先んじてはいたというだけで、技術的には、1枚のシリコンウェハの上に複数の素子を作り込んではいたが、その素子間の相互接続は単に金線のボンディングで繋いでいる、という「シロモノ」であったにとどまっており、今日の集積回路技術の直接の祖先は、ロバート・ノイスによる「プレーナー特許」である。
以上のような経緯から、本国のアメリカ合衆国においても、産業の活性化を阻害する悪性の特許であると激しい論争があったわけだが、日本においてはさらなる特殊事情として、キルビー特許と言うときは、以上のような技術として捉える側面のほかに、日本では特許の成立が遅くなり、普及した技術を用いる製品に対して、多額のライセンス料が課せられた、いわゆるサブマリン特許に近いイメージで捉える側面がある。

## 特許の内容
半導体基板に複数の回路素子を物理的に離間した状態で配置し、絶縁物質上の導体を被着して配線するという基本原理を内容としている。
これは混成集積回路の前段階のアイデアであり、今日の半導体上に集積された回路には使用されていない。
今日の半導体集積回路の基本的なアイデアとしては、世界で初めてシリコンを使用して集積したフェアチャイルド社のプレーナー技術が有名である。

## 特許（米国）
- アメリカ合衆国特許第 3,138,743号—Miniaturized electronic circuit
- アメリカ合衆国特許第 3,138,747号—Integrated semiconductor circuit device
- アメリカ合衆国特許第 3,261,081号—Method of making miniaturized electronic circuits
- アメリカ合衆国特許第 3,434,015号—Capacitor for miniaturized electronic circuits or the like

## 特許（日本）
- 特許第320249号 - 半導体装置
  - 1960年出願、1965年公告、1977年登録、1980年満了
- 特許第320275号 - 半導体装置
  - 特許第320249号より分割したものを更に分割した孫にあたるもの。
  - 1964年再度分割、1986年公告、1989年登録、2001年満了予定
  - 但し、後述の訴訟の結果、2001年を待たずに無効となった。

日本で出願後分割・特許された特許第320275号については、拒絶査定、審判、訴訟を経て、元々の特許の出願から26年後、分割・再度分割後から22年後の1986年に公告された。出願時の法律に基づき、15年後の2001年まで特許が有効となる。
この間に半導体製品は生活の隅々まで行き渡り、その使用量は膨大なものとなった。それゆえ、課されるライセンス料も多額となり、業界全体で支払った金額は莫大なものとなった。

## 富士通半導体訴訟

### 概要
日本においてはキルビー特許事件とも呼ばれる。テキサス・インスツルメンツが275特許を根拠にライセンス料の支払いを求めたのに対して、富士通は自社DRAM製品が当該特許に抵触しないものと主張して、非抵触の確認を求める訴訟を起こした。論点はD-RAMのキャパシタが基板と一体のものであるか否かである。特許の請求の範囲は、回路素子が半導体基板内に有り、基板表面上の絶縁膜上に接続導線を被着させる、とする。TI側は絶縁膜上に構成されたキャパシタも基板の一部であり、特許の範囲内であると主張した。一方富士通側はキャパシタは基板の上に載っているもので、基板に含まれず特許に抵触しない、と主張した。
- 提訴 - 1991年7月19日に東京地方裁判所へ債務不存在確認請求（特許に抵触していないことの確認訴訟）を行った。
- 地裁判決 - 1994年8月31日の判決で、富士通の製品は当該特許に抵触していないとした。特許に示される半導体回路では全ての素子が基板内に存在する必要があるが、DRAMのキャパシタは基板に含まれておらず、特許に抵触していないと判断した。
- 高裁判決 - 1997年9月10日の東京高等裁判所判決で、当該特許の分割自体が不適法で無効とされる蓋然性が高いと判断し、その様な特許の権利を主張するのは、権利濫用に当たり許されないとした。分割した特許は、既に失効した249特許や、249特許から分割されて拒絶査定となった他の特許と事実上は同じ物であり、分割は認められないと指摘した。
- 特許庁審決 - 1997年11月19日、当該特許の無効審決が出された。
- 最高裁判決 - 2000年4月11日の上告審判決で、高裁判決を支持。併せて、裁判所が特許の無効理由の有無について判断できるとした。

### 従来の判例
日本の特許法においては、裁判所は特許の無効理由について判断できない、というのが判例（大審院）であり、行政法学の見地から、通説もこれを支持していた。この判決は、この従来の判例を変更するものである。

### 影響
この判決を受け、特許法104条の3第1項が設けられ、「特許権又は専用実施権の侵害に係る訴訟において、当該特許が特許無効審判により無効にされるべきものと認められるときは、特許権者又は専用実施権者は、相手方に対しその権利を行使することができない。」と規定された。判決においては「当該特許に無効理由が存在することが明らかであるときは、」と明白性が要件とされたが、改正法においては明白性は要件とされておらず、判例法理をさらに推し進めたものとなっている。